# Gentil Meireles
Gentil Meireles é um bairro de Goiânia, localizado na região norte, próximo a bairros como Urias Magalhães, Morumbi e à Avenida Marechal Rondon, via de acesso à região central. É predominante residencial, e é um dos poucos do município em região de morro. Por se localizar ao lado do Cemitério Parque, há uma grande dificuldade em povoar a região, apesar das favoráveis localização e infraestrutura.
O bairro sedia o parque público mais antigo da região norte de Goiânia, o Parque Gentil Meireles. O Gentil Meireles destaca-se pela grande quantidade de áreas verdes. No entanto, localizado próximo ao Ribeirão Anicuns, em épocas de chuvas ocorre casos isolados de inundações em casas, embora as alamedas que compõem o logradouro tenham infraestrutura para drenar e controlar o fluxo de águas.
Segundo dados do Instituto Brasileiro de Geografia e Estatística (IBGE), divulgados pela prefeitura, no Censo 2010 a população do Gentil Meireles era de 1 947 pessoas.
Segundo dados da Prefeitura de Goiânia, o Gentil Meireles faz parte do 46º subdistrito de Goiânia, chamado de Urias Magalhães. O subdistrito abrange, além dos dois bairros, o Jardim Diamantina, Granja Cruzeiro do Sul, Panorama Parque, Residencial Morumbi e Vila Nossa Senhora Aparecida.